# Rie Kooyman
Rie Kooyman (ook Rie Huysmans-Kooyman), (Oudkarspel, 21 maart 1910 – Bergen, Noord-Holland, 22 oktober 1984) was een Nederlands graficus, aquarellist, illustrator, wandschilder en boekbandontwerper.
Ze stond bij de burgerlijke stand ingeschreven als Marie Hillegonda Kooijman. Haar vader was decoratieschilder. Haar opleiding genoot zij aan de School voor Decoratieve Kunsten en Kunstambachten in Haarlem en aan de Kunstnijverheidsschool in Amsterdam. Zij trouwde met de kunstenaar Frans Huysmans in 1932 en kreeg met hem twee kinderen. Zij vestigden zich in Bergen en raakten daar bevriend met Charley Toorop en andere in Bergen wonende kunstenaars. In de jaren dertig van de twintigste eeuw maakte zij voor de Wereldbibliotheek diverse boekbandontwerpen. In 1942 scheidde ze van Huysmans. 
Voor diverse periodieken en kinderboeken, waaronder een aantal van Toos Blom, verzorgde zij illustraties. Zij maakte ook wandschilderingen voor scholen en schepen.